# Yuichi Asami
Yuichi Asami (浅見祐一 Asami Yuichi?,  conocido como U1-ASAMi) es un artista Bemani, autor de las versiones caseras de Dance Dance Revolution y de Future TomTom y compositor. Primero partió a componer canciones para las versiones caseras de DDR hasta Supernova.
A pesar de que U1 haya tenido severos años en DDR, también creó canciones para otros juegos (por ejemplo, algunas canciones para el Beatmania IIDX).

## Canciones producidas
La mayoría de las canciones producidas son remixes de canciones de NAOKI o de TAG.
La organización es: "canción / artista/banda (puede tener marcado BEMANI Sound Team) (juegos) - comentarios"

### Dance Dance Revolution
- Versión casera de Dance Dance Revolution (1st)
  - PARANOiA KCET 〜clean mix〜 / 2MB[notas 1]
  - MAKE A JAM! / U1 - Primera licencia hecha por U1-ASAMi.
- Versión casera de Dance Dance Revolution 2ndMIX
  - think ya better D / sAmi - Ending de DDR 1stMIX.
  - TRIP MACHINE 〜luv mix〜 / 2MB[notas 2]
  - LOVE THIS FEELIN' / Chang Ma - con AKIRA YAMAOKA
- Versión casera de Dance Dance Revolution 3rdMIX
  - AFTER THE GAME OF LOVE / NPD3
  - AFTER THE GAME - Canción de NBA POWER DUNKERS 3.
  - CUTIE CHASER / CLUB SPICE
  - DROP THE BOMB / Scotty D.
  - La Senorita Virtual / 2MB[notas 3]
- Versión casera de Dance Dance Revolution 4thMIX
  - Midnite Blaze / U1 Jewel style
  - ORION.78 (civilization mix) / 2MB[notas 4]
- Versión casera de Dance Dance Revolution 5thMIX
  - ON THE JAZZ / Jonny Dynamite!
  - Healing Vision 〜Angelic mix〜 / 2MB[notas 5]
- Versión casera de おはスタ Dance Dance Revolution
  - CUTIE CHASER MORNING MIX / CLUB SPICE
- Versión casera de DDRMAX2 -Dance Dance Revolution 7thMIX-
  - AM-3P (303 BASS MIX) / KTz (remixed by U1)
- Versión casera de Dance Dance Revolution EXTREME
  - MAX. (period) / 2MB[notas 6] (DDR(2014) (Replicant-D-Ignition))
- Dance Dance Revolution SuperNOVA
  - Flow / Scotty D. revisits U1 - Dividida en 2 versiones: normal y "True Style".
    - Flow -true style- / Scotty D. revisits U1 (pop'n music 15 ADVENTURE)[notas 7]

  - Fascination 〜eternal love mix〜 / 2MB[notas 8]
  - Flow (Jammin' Ragga Mix) / Scotty D. revisits U1 (Consola/DDR SuperNOVA2)
  - Silver Platform -I wanna get your heart- / U1 Reincarnates w/Leah (Consola/DDR SuperNOVA2)
- Dance Dance Revolution SuperNOVA2
  - Pluto Relinquish / 2MB[notas 9]
- Dance Dance Revolution HOTTEST PARTY
  - Such A Feeling / U1
  - Hold Tight / 800 slopes
  - Lesson by DJ / U.T.D & Friends (DDR A) - con Tatsh y Scotty D.
- Dance Dance Revolution HOTTEST PARTY 2/フルフル♪パーティー[notas 10]
  - escape / U1 & Krystal B (DDR 2013)
  - Settin' the Scene / U1 night style
- Dance Dance Revolution X2/X2 CS/HOTTEST PARTY3/MUSIC FIT
  - Taking It To The Sky / U1 feat. Tammy S. Hansen
- Dance Dance Revolution 2010[notas 11]
  - IN THE ZONE / U1 (NPD3 style) & KIDD KAZMEO (X3)
  - Lesson 5 for your hips
- Dance Dance Revolution X3[notas 12]
  - The Heavens Above / U1 /F Anneliese
  - Surrender (PureFocus remix) / U1 ft. Becca Hossany
  - Tohoku EVOLVED / 2.1MB underground[notas 13] - Única canción que, al terminar, dice "Pray For All".
  - Go For The Top / U1 overground (Miraigakki[notas 14]) - Como parte de KAC 2012
- Dance Dance Revolution (2013)
  - Synergy For Angels / TAG×U1-ASAMi (GITADORA/IIDX 20 tricoro/pop'n Sunny Park/jubeat saucer/RB colette) - Parte de "私立BEMANI学園" (Academia privada Bemani)
- Dance Dance Revolution (2014)
  - 阿波おどり -Awaodori- やっぱり踊りはやめられない / U1 ミライダガッキ連と矢印連
  - エンドルフィン / U1 overground
  - EGOISM 440 / U1 High-Speed (Replicant-D-Ignition)
  - HEART BEAT FORMULA (Vinyl Mix) / TAG (Realtime Remix by U1)
  - PRANA+REVOLUTIONARY ADDICT (U1 DJ Mix) / underground & overground - con TAG
  - Summer fantasy (Darwin remix) / Lazy U1 ft. Fraz & Chalk E
  - 天空の華 / S-C-U×U1 overground (crossover con jubeat como parte de "SUMMER DIARY 2015" (EXTRA SAVIOR))
- Dance Dance Revolution A
  - HANDS UP IN THE AIR / U1 (pruebas en DDR(2014))
  - Yeah! Yeah! / CLUB SPICE
  - Electric Dance System Music / U1 overground (EXTRA SAVIOR)
  - STERLING SILVER (U1 overground mix) / TAG[notas 15] (EXTRA SAVIOR) - Como parte de TAG Vs. U1 overground.
  - ACE FOR ACES / TAG×U1 (EXTRA EXCLUSIVE LV A) - Con TAG
  - ANNIVERSARY ∴∵∴←↓↑→ / BEMANI Sound Team "U1 overground" (EXTRA SAVIOR/DDR SELECTION/pop'n music peace) - Como parte del doble aniversario 20 que involucra a DDR y pop'n music.
- Dance Dance Revolution A20 
  - Seta Para Cima↑↑ / BEMANI Sound Team "U1 overground"

### beatmania IIDX
- Illegal Function Call / U1-ASAMi (IIDX 20 tricoro/DDR A (EXTRA SAVIOR)) - Primera entrega en utilizar la firma de "U1-ASAMi" fuera de DDR
- セロトニン / U1 overground (IIDX 23 copula)
- 禍根 / U1 overground (IIDX 24 SINOBUZ)
- 東京神話 / DJ TECHNORCH feat.宇宙★海月 vs BEMANI Sound Team "U1-ASAMi" (IIDX 25 CANNON BALLERS)
- ZENDEGI DANCE / ARM×BEMANI Sound Team "U1 overground" (IIDX 26 Rootage) (Delibaty Laboratory) - con ARM(IOSYS)

### pop'n music
- ON-DO / PON×U1 (pop'n écrale) - con PON
- 未完成ノ蒸氣驅動乙女 / U1 overglound (pop'n うさぎと猫と少年の夢)

### Jubeat
- ドーパミン / U1 overground (JB saucer fulfill/DDR(2014))
- 天空の華 / S-C-U×U1 overground (jubeat Prop/DDR(2014) (EXTRA ATTACK/EXTRA SAVIOR)) - Parte de "SUMMER DIARY 2015"
- Hunny Bunny / U1 overground (jubeat Qubell)
- NISHIMURA -祭- CARNIVAL / S-C-U×U1 feat. VENUS (jubeat Qubell)
- Never See You Again / BEMANI Sound Team "U1 overground" (jubeat clan)
- 少女、摩天楼へ / BEMANI Sound Team "U1 overglound" (jubeat festo)

### REFLEC BEAT
- Nostalgia Is Lost / U1 overground (RB colette)
- DEADLOCK -Out Of Reach- / U1 undefined behavior (RB groovin upper)[notas 16]
- 私をディスコに連れてって TOKYO / U1 vs U1 overground (RB VOLZZA)

### Miraigakki
- 阿波おどり -Awaodori- / U1 ミライダガッキ連 (RB colette)
- アドレナリン / U1 overground

### Nostalgia
- Noah's song of collapse / U1 undefined behaviour (ノスタルジア)
- テンションコードにくちづけを / BEMANI Sound Team "U1 unplugged" (ノスタルジア Op.2)

### GITADORA
- ノルエピネフリン / BEMANI Sound Team "U1 overglound" (GD Matixx)
- SUPER SUMMER SALE / BEMANI Sound Team "U1 overglound" (GD Matixx/jubeat clan/pop'n music うさぎと猫と少年の夢/SOUND VOLTEX IV HEAVENLY HAVEN/DDR A (EXTRA SAVIOR)/ノスタルジア Op.2) - Como parte de BEMANI SUMMER GREETINGS.

### Otros trabajos
- Psyth (Sophia Mix)
- Nature→ture→ture (Dev-303mix)
- Digitalwave dance
- Rush
- Cosmic Rain
- Psyth (reply)
- Planet
- B.E.C.K.Y (Peggy)